# Bistum Coroico
Das Bistum Coroico (lateinisch Dioecesis Coroicensis, spanisch Diócesis de Coroico) ist eine in Bolivien gelegene römisch-katholische Diözese mit Sitz in Coroico.
Sein Gebiet besteht aus den Provinzen Bautista Saavedra, Franz Tamayo, Nor Yungas, Caranavi und Larecaja.

## Geschichte

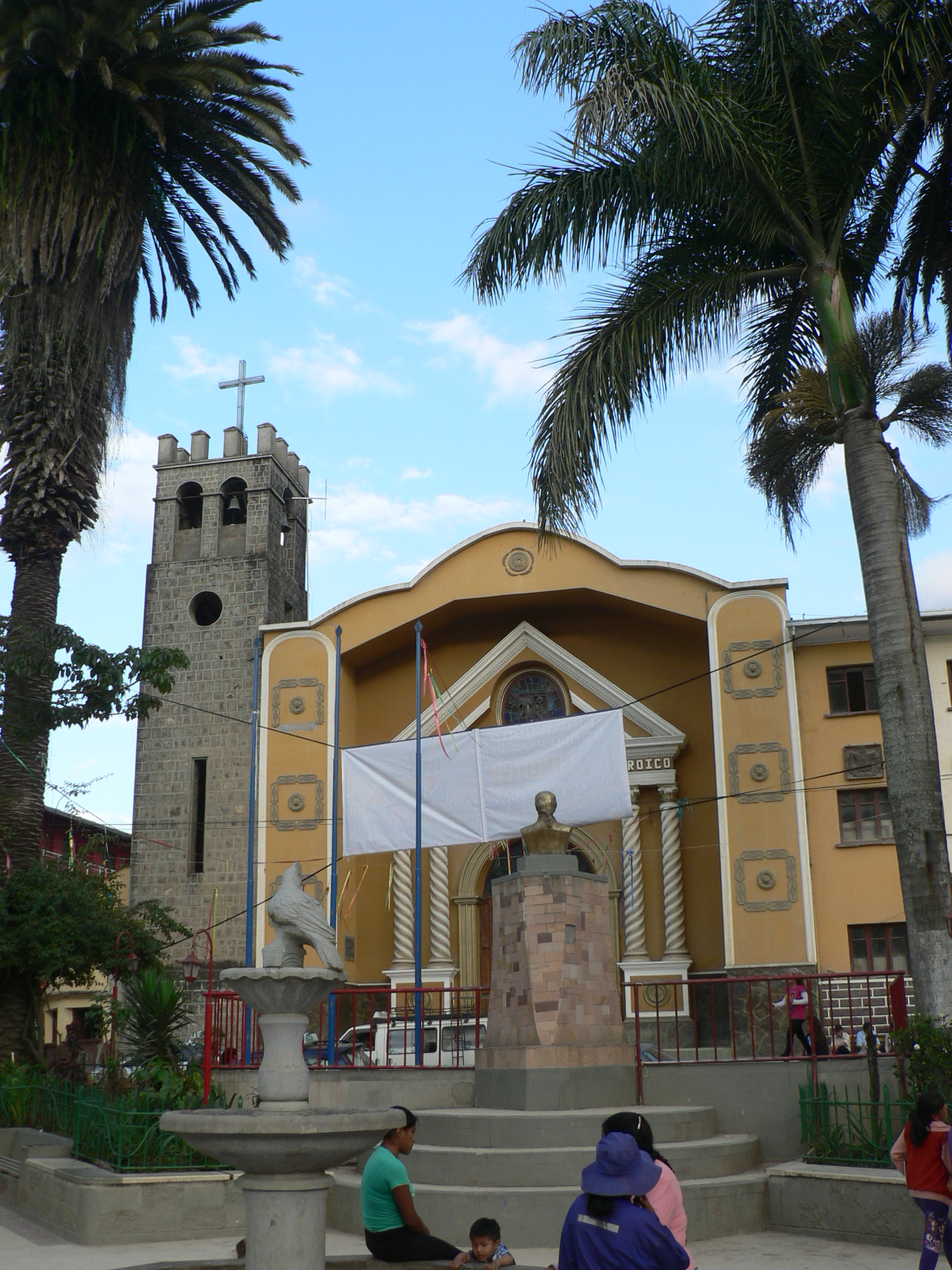
Kathedrale San Pedro y San Pablo in Coroico

Das Bistum Coroico wurde am 7. November 1958 durch Papst Johannes XXIII. mit der Apostolischen Konstitution Ex quo die aus Gebietsabtretungen des Erzbistums La Paz als Territorialprälatur Coroico errichtet. Am 28. Juli 1983 wurde die Territorialprälatur Coroico durch Papst Johannes Paul II. mit der Apostolischen Konstitution Cum Conster zum Bistum erhoben. Das Bistum Coroico ist dem Erzbistum La Paz als Suffraganbistum unterstellt.  

## Ordinarien

### Prälaten von Coroico
- Tomás Roberto Patricio Manning OFM, 21. April 1959–28. Juli 1983

### Bischöfe von Coroico
- Tomás Roberto Patricio Manning OFM, 28. Juli 1983–9. Oktober 1996
- Juan Vargas Aruquipa, 20. August 1997–3. Dezember 2022
- Juan Carlos Huaygua Oropeza OP, seit 3. Dezember 2022